# Arabsat 5A
O Arabsat 5A é um satélite de comunicação geoestacionário saudita construído pelas empresas Astrium e Thales Alenia Space. Ele está localizado na posição orbital de 30,5 graus de longitude leste e era operado pela Arabsat. O satélite foi baseado na plataforma Eurostar-3000 e sua expectativa de vida útil é de 15 anos.

## História
O Arabsat-5A foi baseado no modelo Eurostar-3000, o satélite teve uma massa de lançamento de 4800 kg e uma potência de 11 kW, no final de sua vida útil de serviço de 15 anos. Equipado com uma carga com 16 transponders ativos em banda C e 24 em banda Ku, o satélite multi-missão Arabsat 5A assumiu o lugar do Arabsat 2B e fornecer capacidade adicional para a posição orbital 30,5 graus leste para uma grande gama de serviços de comunicações por satélite como backhaul de televisão e de radiodifusão, telefonia, comunicação empresarial, internet e o fornecimento de VSAT e outros serviços interativos, a África sub-saariana, a África do Norte e o Oriente Médio.

## Lançamento
O satélite foi lançado com sucesso ao espaço no dia 26 de junho de 2010, às 21:41 UTC, por meio de um veículo Ariane-5ECA, lançado a partir do Centro Espacial de Kourou, na Guiana Francesa, juntamente com o satélite COMS 1. Ele tinha uma massa de lançamento de 4.939 kg.

## Capacidade e cobertura
O Arabsat 5A é equipado com 24 transponders em banda C e 20 em banda Ku ativos para fornecer uma ampla gama de serviços de comunicações via satélite como backhaul de televisão e de radiodifusão, telefonia, comunicação empresarial, Internet e o fornecimento de VSAT e outros serviços interativos para África e Oriente Médio.